# Union Dale, Pennsylvania
Union Dale là một thị trấn thuộc quận Susquehanna, tiểu bang Pennsylvania, Hoa Kỳ. Năm 2010, dân số của thị trấn này là 267 người.